# Прибортовий масив

Профіль бортів. Поза кар'єром (ліворуч і праворуч) - прибортові масиви

Прибортовий масив (рос. прибортовой массив, англ. pit edge massif (block); нім. Tagebaustossmassiv n) – частина масиву гірських порід, яка міститься між бортом кар'єру та лінією, що обмежує область можливих мікрозрушень у масиві в період прихованої стадії розвитку зсуву (обвалення).